# Black Buttes
I Black Buttes, conosciuti anche storicamente come Sawtooth Rocks, costituiscono uno stratovulcano spento compreso nell'arco vulcanico delle Cascate e nella contea di Whatcom, nello stato di Washington (USA). I resti erosi glacialmente di questo vulcano sorgono sopra il ghiacciaio Deming, compreso nel sistema glaciale del vicino vulcano Baker. Si individuano tre vette principali, ovvero Colfax, Lincoln e Seward, tutte scalabili.
Il vulcano è stato attivo per l'ultima volta durante il Pleistocene medio da 495 000 a 288 000 anni fa. Il monte Baker, molto più giovane, si trova maggiormente in alto rispetto ai Black Buttes.

## Geografia
I Black Buttes rappresentano i resti di un grande stratovulcano che un tempo risiedeva nella posizione approssimativa del suo vicino, il monte Baker. I Black Buttes si trovano a circa 3 km dal Baker, non distanti dal fiume Nooksack River, e risultano compresi amministrativamente nella contea di Whatcom, nello stato di Washington.
Il vulcano raggiunge un'altezza di 2 857 m. Le sue vette si trovano vicino ai ghiacciai Coleman, Thunder e Deming e includono le due principali, East Butte o Colfax Peak, e West Butte, o Lincoln Peak, nonché la terza cresta principale della montagna, chiamata Seward Peak.

### Colfax Peak
Raggiunta per la prima volta da David Anderson, Clarence A. Fisher e Paul Hugdahl nel 1921, Colfax Peak o East Butte svetta per 2 857 m s.l.m.. Presenta una piccola cappa di ghiaccio sul suo lato orientale, così come un ammasso nevoso sospeso sul suo fianco settentrionale, oltre ad essere costituito da pareti rocciose estremamente ripide. Il percorso su questa vetta attraversa pendii facili, partendo dal fianco del monte Baker dalla Coleman Glacier Route, e snodandosi per circa un'ora lungo una cresta di lava o pendii innevati. Il fianco settentrionale della vetta andò salito per la prima volta da Ed Cooper e Fergus O'Conner il 4 maggio 1958 e richiese viti da ghiaccio. Il lato occidentale del fianco settentrionale venne scalato per la prima volta da Paul Johanson e S. Reilly Moss nel settembre 1974, vicino alla via del 1958, e il percorso, tuttora eseguibile, dura circa quattro ore.

### Lincoln Peak

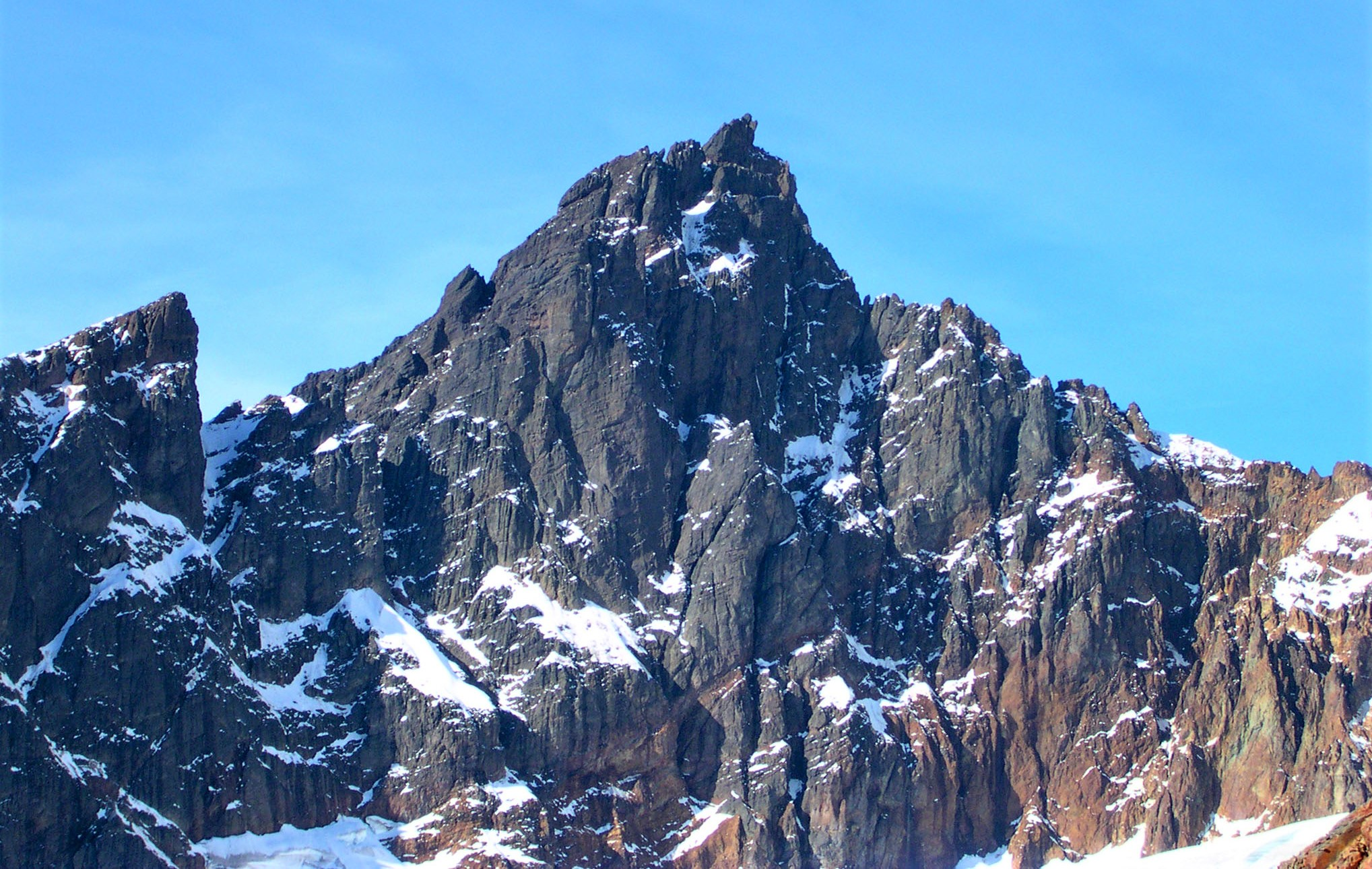
Lincoln Peak visto da sud

Situato a 1,1 km a ovest di Colfax Peak, Lincoln Peak, noto anche come West Butte, ha un'altitudine di 2 695 m. Raggiunto per la prima volta da Fred Beckey, Wesley Grande, John Rupley e Herb Staley il 22 luglio 1956. la parete sud-ovest può essere scalata ed è accessibile seguendo il circo localizzato sul ghiacciaio Thunder dall'Heliotrope Ridge Trail, compiendo poi sia una salita che una discesa in corda doppia. La salita è tecnicamente impegnativa, della durata di 9 ore, e presenta notevoli rischi di caduta massi. Si può accedere al circo anche dalla Middle Fork Nooksack River Road.
Lincoln Peak, la meno accessibile delle cime dei Black Buttes, ha una parete nord lunga 300 m e una parete est lunga 460. A ovest, il Lincoln Peak scende nel circo del ghiacciaio Thunder; il suo lato meridionale presenta calanchi e creste.

### Seward Peak

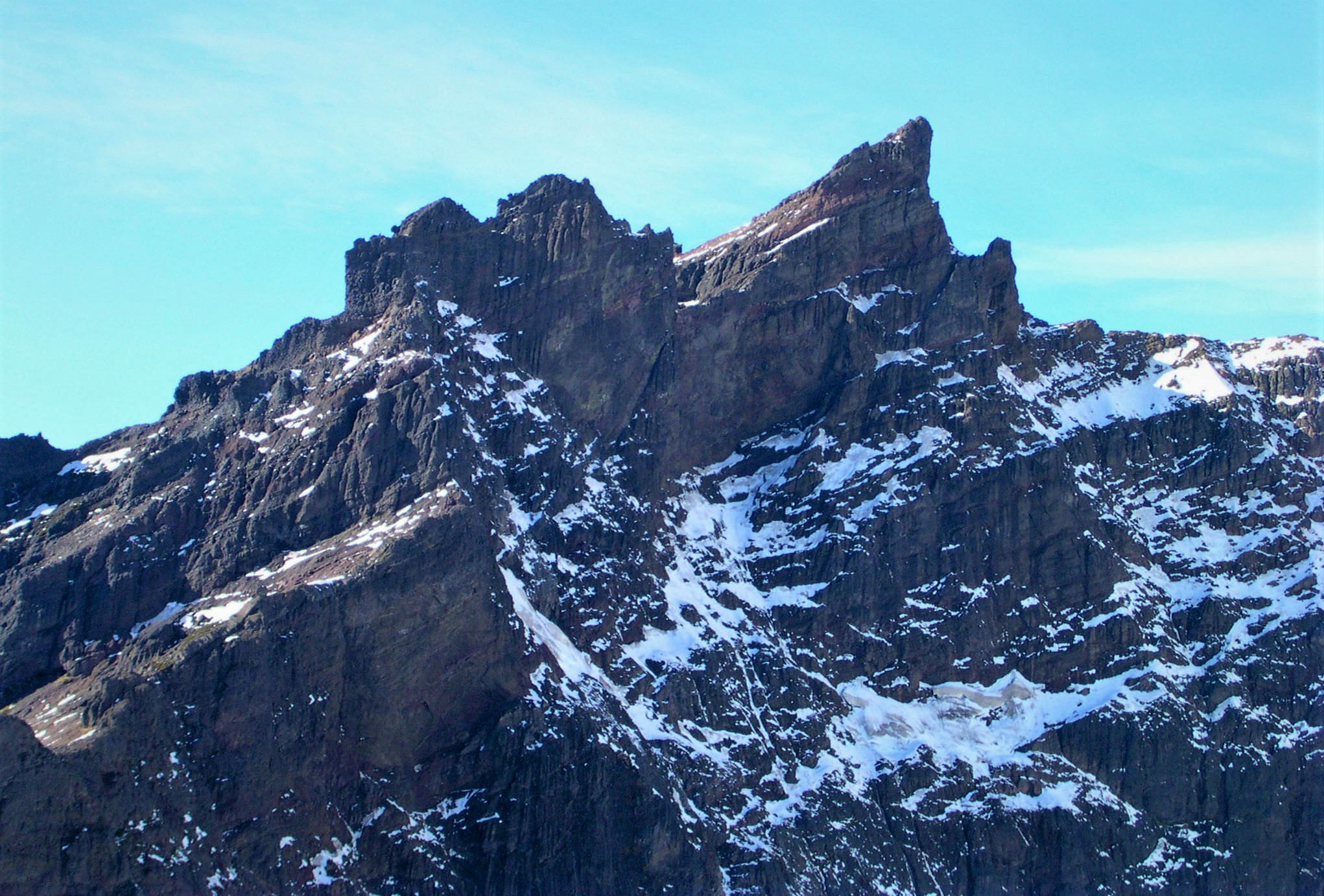
Seward Peak

Il Seward Peak si eleva per 2 385 m e si trova a 1,1 km a ovest di Lincoln Peak. Scalata per la prima volta da Dallas Kloke e Bryce Simon l'11 luglio 1973, non richiede di intraprendere un'ascesa tecnica. Si consiglia agli scalatori di avvicinarsi come se avessero intenzione di scalare il Lincoln Peak, ma invece di seguire le ericacee che crescono fino alla cresta sudoccidentale si deve salire la cresta fino a un falso picco. Dopo altri 30 m di salita, si raggiunge infine la vetta del Seward Peak, con l'intero viaggio che dura circa 4 ore.

## Geologia
I Black Buttes formavano un vulcano oggi dormiente a forma di anfiteatro. Esso si compone di picchi frastagliati che generano una cresta a forma di arco, modellata e alterata dal movimento glaciale e dall'erosione. Parte della zona sommitale e del cratere eruttivo principale sono attualmente occupati dal ghiacciaio Deming.

### Ciclo eruttivo
I Black Buttes furono attivi durante il medio Pleistocene da 495 000 a 288 000 anni fa, producendo flussi di lava andesitica viscosa, con un ripido angolo di discesa e spessori massimi di 590 m, anche se la cifra potrebbe essere stata anche maggiore, in quanto inglobavano a sé il ghiaccio. Il suo periodo eruttivo più attivo ha avuto luogo tra 350 000 e 330 000 anni fa.
Durante la costruzione del suo edificio principale, almeno quattro eruzioni laterali da bocche secondarie separate dal cratere centrale originarono colate laviche. Le prime tre eruzioni produssero colate andesitiche, mentre la quarta e più recente riversò lava composta da andesite basaltica. L'andesite dell'era del Lava Divide, il primo e più lungo periodo eruttivo compreso tra 460 000 e 296 000 anni fa, probabilmente fu responsabile della formazione di un grande cono vulcanico, oggi però ridotto a una cresta. Colate laviche composte di andesite tra 455 000 e 366 000 anni fa provennero da una bocca attualmente sepolta sotto il monte Baker; almeno due hanno colonne suborizzontali indicano che andarono sommerse in seguito dal ghiaccio. Alcuni dei flussi di lava espulsero in passato anche basalto iperstene.
Oltre a queste eruzioni riconducibili ai Black Buttes, sono state individuate cinque colate laviche nelle vicinanze, senza che però i geologi siano riusciti a individuare i crateri dello scoppio. Tali depositi andarono rilasciati dopo lo spegnimento dei Black Buttes, ma prima che il monte Baker diventasse attivo. Si compongono innanzitutto di riodacite (datata a 199 000 anni fa) e andesite basaltica.

## Storia umana
I Black Buttes ricevettero una propria designazione da Edmund T. Coleman durante la sua ascesa al monte Baker nel 1868. Egli battezzò i picchi Lincoln e Colfax descrivendoli il 14 agosto di quell'anno come "precipizi neri, frastagliati e irregolari". Lo storico Charles Easton si riferiva ai Black Buttes come a una "massa omogenea di basalto nero", paragonandoli a "una muraglia cinese". Tradizionalmente, l'agrimensore Thomas Gerdine le chiamava Sawtooth Rocks, un termine che andò riportato in futuro in numerose mappe.